# Rahanweyn
Els rahanweyn (somali maay: reewing; somali traditional: raxanweyn; àrab: الراحانوين) és una gran confederació de clans somalis, formada per dos grups de clans, els digil i els mirifle. Són el 20% de la població de Somàlia. Els digil són agricultors i viuen cap a la costa, i els mirifle són pastors nòmades. Parlen una variant del somali, el mai terreh (mai-mai o af-maay); els altres clans somalis parlen el maxaa tiri. Els territoris dels Ranhaweyn són al sud de Somàlia, principalment Baidoa, l'alt Juba (Gedo, Bay, Bakool i Jubbada Dhexe) i a Shabeellaha Hoose. També viuen a la frontera en territori etíop i de Kenya

## clans, sub-clans i gamaas

### Digil
- Garre
- Bagadi
- Geledi
- Dabarre
- Jiido
- Shantacaleemood
- Tunni
- Irroole

### Mirifle
- Siyeed
  - Eelaay
  - Jiroon
  - Leysan
  - Hariin
  - Macalinweyne
  - Boqoldhexe
  - Boqoldambe
  - Boqolhore
    - Qoomaal
      - Dhisiraad
      - Reer Awmashube
      - Reer Towba
      - Reer Macalin
      - Idimoole

    - Disoow
    - Eemid
    - Yalaale

  - Heledi
  - Haroow
  - Waanjaal
  - Reer Dumaal
  - Garwaale
- Sagaal
  - Hadame
  - Luwaay
  - Geelidle
  - Jilible
  - Yantaar
  - Hubeer
  - Gasaargude
  - Goobabweyn

Els clans Ashraaf tenen origen àrab però viuen amb els clans Ranhaweyn